# Bartłomiejowice (województwo lubelskie)
Bartłomiejowice – wieś w Polsce położona w województwie lubelskim, w powiecie puławskim, w gminie Wąwolnica. Leży na Płaskowyżu Nałęczowskim, na terenie Kazimierskiego Parku Krajobrazowego nad rzeką Bystrą.
Wieś królewska w starostwie wąwolnickim województwa lubelskiego w 1786 roku.
W latach 1975–1998 miejscowość należała administracyjnie do ówczesnego województwa lubelskiego.
Wieś stanowi sołectwo gminy Wąwolnica. Według Narodowego Spisu Powszechnego z roku 2011 wieś liczyła 166 mieszkańców.
Wierni Kościoła rzymskokatolickiego należą do parafii św. Wojciecha w Wąwolnicy.

## Historia
Bartłomiejowice w powiecie lubelskim, parafii Wąwolnica.  3 km na północny zachód od - Wąwolnicy nad rz. Bystrą, ok. 88 km na południowy wschód  od klasztoru świętokrzyskiego, 25 km na północny wschód od Braciejowic.
W latach 1470–80 wymieniane jako własność konwentu świętokrzyskiego. 
W XV wieku wieś stanowiła własność królewską. 
Dziesięcina należała do klasztoru  świętokrzyskiego (data jej początku nieznana), następnie do plebana/prepozyta Wąwolnicy

W latach 1470-80 Bartłomiejowice wymienione są wśród wsi składających „ex antiquo” (od starożytności) dziesięcinę snopową klasztorowi świętokrzyskiemu z dopiskiem: 

„Huius quondam villae decima manipularis pertinere asserebatur ad monasterium Sanctae Crucis Calvi Montis; sed incertum est, quo tempore, aut quomodo alienata est a proprietate monasterii”

 Obecnie jak pisze Długosz z całej wsi, to znaczy z 111/2 łanów kmiecych, dziesięcinę snopową wartości do 8 lub do 10 grzywien dowożą prepozytowi wąwolnickiemu (Długosz LB. III 248, 255; II 568). W roku  1529 z całej wsi dziesięcina snopowa wartości 6 grzywien należy do prepozyta wąwolnickiego tak też do 1819 roku.
Na terenie wsi prowadzono badania osadnictwa wczesnośredniowiecznego z okresu  VII-XIII wieku.
Dziesięcina z Bartłomiejowic mogła przejść na własność plebana po wcieleniu w 1458 r. całej parafii do opactwa świętokrzyskiego lub po jej zamianie w 1472 r. na prepozyturę klasztoru Wąwolnica.

## Uwaga
W roku 1458 Kazimierz Jagiellończyk ze względu na małe uposażenie, które nie wystarcza na utrzymanie coraz liczniejszego konwentu przekazuje mu prawo patronatu i prezenty nad kościołem parafialnym w mieście Wąwolnica, pozwala, aby zarządzał nim jeden z Benedyktynów, a opat dysponował jego dochodami, w zamian zobowiązując zakonników do odprawiania w jego intencji jednej mszy tygodniowo.